# Heinrich Unger

Heinrich Unger (vor 1937)

Heinrich Unger (* 7. Februar 1868 in Witten; † 16. April 1939 in Essen) war ein deutscher Buchhalter, Politiker (NSDAP) und SA-Führer.

## Leben
Nach dem Besuch der Elementarschule und der Realschule verdiente Unger seinen Lebensunterhalt als Kaufmann. In diesem Beruf brachte er es bis zum Hauptbuchhalter der Firma Friedrich Krupp AG in Essen. Im Jahre 1927 wurde er mit nur 59 Jahren Rentner.
Nach der Machtergreifung der Nationalsozialisten im Januar 1933 amtierte Unger als stellvertretender Gauleiter im Gau Essen. Neben Hermann Göring und Adolf Hitler war Unger zudem einer der prominentesten Nationalsozialisten, die während der NS-Zeit die Ehrenbürgerschaft der Stadt Essen erhielten. Von November 1933 bis zu seinem Tod im April 1939 saß Unger außerdem als Abgeordneter im nationalsozialistischen Reichstag, in dem er den Wahlkreis 23 (Düsseldorf West) vertrat. Sein Mandat wurde anschließend von Karl Bubenzer fortgeführt.
In der Sturmabteilung (SA) bekleidete Unger als Brigadeführer den Rang eines Ehrenführers der Brigade 73.
Nach Ungers Tod wurde die vormalige Segerothstraße im Essener Nord- bzw. Westviertel in Heinrich-Unger-Straße umbenannt. 1945 erhielt sie ihren ursprünglichen Namen zurück. Auch die Ehrenbürgerschaft wurde am 27. März 1946 auf Beschluss der damaligen Gemeindevertretung wieder aufgehoben.

## Schriften
- Die soziale und ethische Wirkung der Arbeiterversicherung, Siemenroth & Troschel, 1897